# Ива Николова
Ива Николова е българска поетеса, журналист, публицист и преводач от руски език. Членува в Съюза на българските писатели и Съюза на българските журналисти. Има награди за поезия и журналистика.

## Биография
Ива Николова е родена на 21 април 1958 г. в град Нова Загора, България. Завършва Националната математическа гимназия „Иван Гюзелев“ в Габрово, след което и специалност Поезия в Литературния институт „Максим Горки“ в Москва, а по-късно специализира Чешки език и литература в Прага.
Работила е като редактор и журналист в редица литературни издания и вестници, между които вестниците „Новинар“, „Политика“, Монитор.
Тя е автор на книгите „Стихове с молив, подострен опасно“, „Смъртта на синята мечта“, „Извън рамката. Портрети“.
През 2005 г. е преводач в българския дублаж на руския сериал „Бригада“ (от пети до шести епизод) за Българската национална телевизия.
От 2010 г. Ива Николова започва да пише за сочения като клюкарски уеб сайт „Разкрития“, където се занимава основно със сензационни скандали около известни български публични личности.
През април 2010 г. е кандидат за кмет от Синята коалиция, на частичните местни избори в Габрово.
През 2011 г. Ива Николова става директор на NBT.
През 2014 г. журналистката става известна със скандалното напускане на телевизия ТВ7, където обявява в ефир намеренията си да напусне предаването „Гореща точка“ заради недоволството си от отказите на известни политици да гостуват в нейното предаване.
Ива Николова е политически автор в уеб сайта „Блиц“.
През февруари 2016 г. Ива Николова се замесва в нов скандал, след като се нахвърля в ефир на журналиста Сашо Диков в предаването „Здравей България“ на телевизия НОВА.
През последните няколко години тя работи в Aгенция „ПИК“ и „ПИК ТВ“, които поддържат изцяло про-правителствена политика, а коментарите на Николова са подчертано в подкрепа на ПП „ГЕРБ“.

### Журналистика
- „Косово“. Пловдив: Хермес, 1999, 160 с. ISBN 954-459-620-8
- „Извън рамката. Портрети“. София: Български писател, 2004, 796 с. ISBN 954-443-442-9
- „Смъртта на синята мечта“. София: Ера, 2008, 568 с. ISBN 978-954-389-034-7

### Поезия
- „С цвят на живот“. София: Народна младеж, 1986, 70 с.
- „Стихове с молив, подострен опасно“. София: Персей, 2008, 144 с. ISBN 978-954-9420-91-3

### Преводи

#### Александър Белов
- „Бригадата I: Бой без правила“. София: Ера, 2004, 434 с.
- „Бригадата II: Предан враг“. София: Ера, 2004, 469 с.
- „Бригадата III: Живот след смъртта“. София: Ера, 2004, 379 с.
- „Бригадата IV: Кръв и злато“. София: Ера, 2004, 399 с.
- „Бригадата V: Целувката на Темида“. София: Ера, 2005, 566 с.
- „Бригадата VI: Сянката на победата“. София: Ера, 2006, 501 с.
- „Бригадата VII: Похищението на Европа“. София: Ера, 2006, 574 с.
- „Железните“. София: Ера, 2007, 608 с.
- „Записки от затвора“. София: Ера, 2007, 654 с.

#### Лев Пучков
- „Смъртта идва само веднъж“. Пловдив: Хермес, 2005, 431 с.
- „Негоден за цивилен живот“. Пловдив: Хермес, 2007, 414 с.
- „Поясът на шахида“. Пловдив: Хермес, 2007, 382 с.
- „Война без фронтова линия“. Пловдив: Хермес, 2008, 448 с.
- „Стрелба без предупреждение“. Пловдив: Хермес, 2008, 432 с. ISBN 978-954-26-0708-3
- „Нашата лична война“. Пловдив: Хермес, 2009, 416 с. ISBN 978-954-26-0748-9
- „Тротилов еквивалент“. Пловдив: Хермес, 2010, 352 с. ISBN 978-954-26-0855-4
- „Операция Муджахидин“. Пловдив: Хермес, 2011, 320 с. ISBN 978-954-26-0962-9
- „Синове на джихада“. Пловдив: Хермес, 2012, 320 с. ISBN 978-954-26-1139-4
- „Бойно поле – Москва“. Пловдив: Хермес, 2012, 344 с. ISBN 978-954-26-1086-1
- „Обратно броене“. Пловдив: Хермес, 2013, 400 с. ISBN 978-954-26-1193-6
- „Опасно разузнаване“. Пловдив: Хермес, 2013, 304 с. ISBN 978-954-26-1246-9

#### Марина Юденич
- „Антикварят“. София: Персей, 2006, 350 с.
- „Сент Женвиев дьо Боа“. София: Персей, 2006, 351 с.
- „Датата на моята смърт“. София: Персей, 2006, 334 с.
- „Дан за ангелите“. София: Персей, 2007, 352 с.
- „Титаник отново плава“. София: Персей, 2008, 304 с.

#### Александър Бушков
- „Лов на пираня“. София: Персей, 2006, 544 с.
- „Следата на пиранята“. София: Персей, 2007, 496 с.
- „Стръв за пираня“. София: Персей, 2007, 466 с.
- „Завръщането на пиранята“. София: Персей, 2008, 480 с. ISBN 978-954-9420-83-8
- „Пираня: Лов на олигарх“. София: Персей, 2009, 544 с. ISBN 978-954-8308-11-3
- „Пираня: Морският дявол“. София: Персей, 2010, 416 с. ISBN 978-954-8308-45-8
- „Бродещото съкровище“. София: Персей, 2012, 416 с. ISBN 978-619-161-007-5
- „Наглите призраци“. София: Персей, 2014, 288 с. ISBN 978-619-161-023-5

#### Андрей Константинов
- „Съдията“. София: НСМ Медиа, 2006, 284 с.
- „Адвоката“. София: НСМ Медиа, 2006, 238 с.

#### Сергей Минаев
- „Духless“. София: Персей, 2007, 384 с. ISBN 978-954-9420-49-4
- „Media sapiens 2: Дневник на информационния терорист“. София: Персей, 2007, 288 с.
- „Меdia Sapiens: Битката за третия мандат“. София: Персей, 2007, 312 с.
- „The Мацки“. София: Персей, 2009, 536 с. ISBN 978-954-8308-09-0
- „Мразя тази столица!“. София: Персей, 2012, 320 с. ISBN 978-619-161-014-3

#### Други
- Татяна Полякова, „Ако жените пожелаят“. Пловдив: Хермес, 2005, 287 с.
- Юлия Латинина, „Единакът. Олигархическа сага“. София: Ера, 2006, 576 с.
- Александра Маринина, „Всеки за себе си“. Пловдив: Хермес, 2006, 415 с.
- Анна Данилова, „Дамата от Амстердам. Игри с тъмното минало“. София: Персей, 2007, 400 с.
- Юрий Коротков, „9 рота“. София: Ера, 2007, 358 с.
- Борис Седов, „Законът на крадците. Бандитски терор“. София: Ера, 2008, 312 с. ISBN 978-954-389-041-5
- Александър Хинщайн, „Абрамович и Березовски: Тайният живот на олигарсите“. София: Слънце, 2008, 682 с.
- Светлана Лубенец, „Етикет за малки принцеси“. София: Слънце, 2010, 352 с. ISBN 978-954-742-169-1
- Алан Чумак, „Книга-екстрасенс“. София: Изток-Запад, 2010, 200 с. ISBN 978-954-321-594-2
- Фридрих Незнански, „Прощална роля“. София: Ера, 2010, 302 с. ISBN 978-954-389-079-8